# FAI World Aerobatic Championships

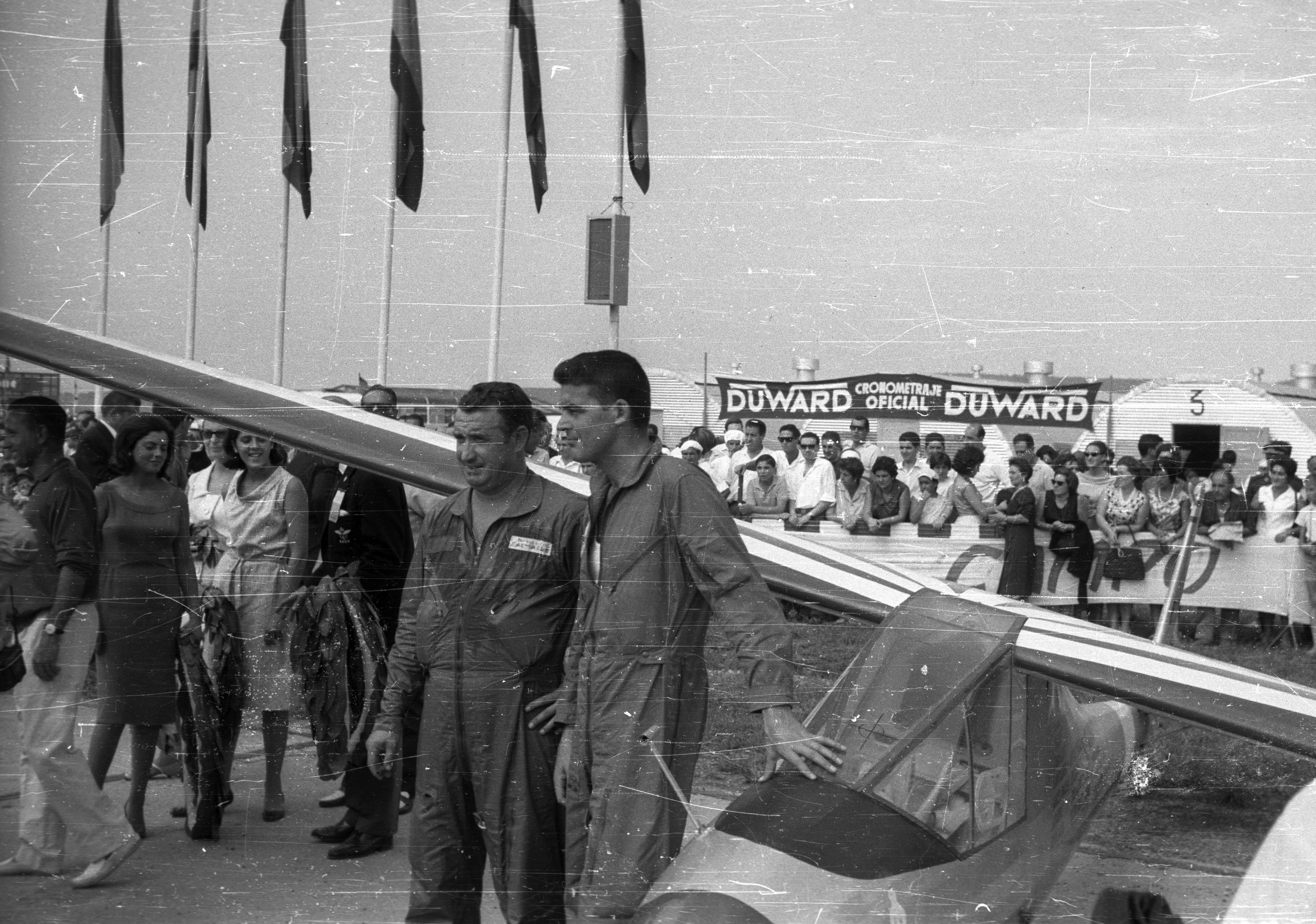
Sondika Bilbao repülőtere, III. Motoros Műrepülő Világbajnokság, 1965 - FAI World Aerobatic Championships

Le FAI World Aerobatic Championships (WAC) est une compétition internationale de voltige aérienne organisée par la Fédération aéronautique internationale depuis 1960. Elle désigne notamment le champion du monde de voltige monoplace de la catégorie la plus élevée, Élite ou Unlimited.

## Histoire
Le WAC a été formé en 1960, remplaçant le freestyle Lockheed Trophée. Le trophée est remis au vainqueur, JL Aresti Cup, nommé d'après le projet pilote de voltige espagnole Jose Luis Aresti.
Les Championnats du Monde de voltige ont remplacé l'ancien trophée Lockheed (1955-1965) freestyle, moins sophistiqué. Le Trophée de voltige Lockheed a été créé dans les années suivant la Seconde Guerre mondiale. Les règles sont assez simples: après un tir en l'air, chaque pilote avait exactement cinq minutes pour montrer qu'il pouvait faire avec votre avion avant la fin de son temps. Les juges requis pour voir un tableau peint dans le ciel, de sorte que, indépendamment de l'aéronef qui sera utilisé par les pilotes, tout le monde pouvait gagner. En 1960, les premiers Championnats du Monde de voltige, établissent un temps de 4 minutes pour chaque pilote pour effectuer sa démonstration. Depuis 1961, la FAI a adopté la notation Aresti.
Le WAC est organisé tous les deux en alternance avec le championnat d'Europe FAI European Aerobatic Championships (EAC) et le World Advanced Aerobatic Championships (WAAC) de la catégorie inférieure Advanced.

## Gagnants de la Coupe Aresti
| Édition FAI WAC | Année | Lieu                              | Champion Élite                           | Avion                                    | Championne Élite (rang général)          | Avion                                    | Champion libre intégrale                 | Avion                                    |
| --------------- | ----- | --------------------------------- | ---------------------------------------- | ---------------------------------------- | ---------------------------------------- | ---------------------------------------- | ---------------------------------------- | ---------------------------------------- |
| 32              | 2024  | Mokre, Pologne                    | Florent Oddon                            | Extra 330SC                              |                                          |                                          | Robert Holland                           | MXS                                      |
| 31              | 2022  | Leszno, Pologne                   | Florent Oddon                            | Extra 330SC                              | Aude Lemordant (11)                      | MXS                                      | Alexandre Orlowski                       | Extra 330SC                              |
| 30              | 2019  | Chateauroux, France               | Louis Vanel                              | Extra 330SC                              | Aude Lemordant (17)                      | Extra 330SC                              | Robert Holland                           | MXS                                      |
| 29              | 2017  | Malalane, Afrique du Sud          | Mikhail Mamistov                         | Extra 330SC                              |                                          |                                          | Robert Holland                           | MXS                                      |
| 28              | 2015  | Châteauroux, France               | Alexandre Orlowski                       | Extra 330SC                              | Aude Lemordant (6)                       | Extra 330SC                              | Robert Holland                           | MXS                                      |
| 27              | 2013  | Texas, États-Unis                 | François Le Vot                          | Extra 330SC                              | Aude Lemordant (12)                      | CAP 232                                  | Robert Holland                           | MXS                                      |
| 26              | 2011  | Foligno, Italie                   | Mikhail Mamistov                         | Su-26 M3                                 | Svetlana Kapanina (4)                    | Su-26 M3                                 | Robert Holland                           | MXS                                      |
| 25              | 2009  | Silverstone, Royaume-Uni          | Renaud Ecalle                            | Extra 330SC                              | Elena Klimovich (9)                      | Su-26 M3                                 | Renaud Ecalle                            | Extra 330SC                              |
| 24              | 2007  | Burgos, Espagne                   | Ramón Alonso                             | Su-31                                    | Svetlana Kapanina (4)                    | Su-26 M3                                 | Zach Heffley                             | Su-26                                    |
| 23              | 2005  | Burgos, Espagne                   | Sergey Rakhmanin                         | Su-26 M3                                 | Svetlana Kapanina (4)                    | Su-26 M3                                 | Klaus Schrodt                            | Extra 330 XS                             |
| 22              | 2003  | Lakeland, Floride, États-Unis     | Sergey Rakhmanin                         | Su-31                                    | Svetlana Kapanina (2)                    | Su-26                                    | -                                        | -                                        |
| 21              | 2001  | Burgos, Espagne                   | Mikhail Mamistov                         | Su-31                                    | Svetlana Kapanina (6)                    | Su-31                                    | Klaus Schrodt                            | Extra 330 XS                             |
| 20              | 2000  | Muret, France                     | Eric Vazeille                            | CAP 232                                  | Catherine Maunoury (5)                   | CAP 232                                  | -                                        | -                                        |
| 19              | 1998  | Trenčín, Slovaquie                | Patrick Paris                            | CAP 232                                  | Svetlana Kapanina (3)                    | Su-26                                    | Dominique Roland                         | CAP 232                                  |
| 18              | 1996  | Oklahoma City, États-Unis         | Victor Chmal                             | Su-26                                    | Svetlana Kapanina (4)                    | Su-26                                    | Patrick Paris                            | CAP 232                                  |
| 17              | 1994  | Debrecen, Hongrie                 | Xavier de Lapparent                      | CAP 231EX                                | Christine Genin (8)                      | Extra 300 S                              | Yurgis Kairis                            | Su-31                                    |
| 16              | 1992  | Le Havre, France                  | Compétition non validée pour cause météo | Compétition non validée pour cause météo | Compétition non validée pour cause météo | Compétition non validée pour cause météo | Compétition non validée pour cause météo | Compétition non validée pour cause météo |
| 15              | 1990  | Yverdon, Suisse                   | Claude Bessière                          | CAP 231                                  | Natalya Sergeeva (15)                    | Su-26 M                                  | Yurgis Kairis                            | Su-26 M                                  |
| 14              | 1988  | Red Deer, Canada                  | Henry Haigh                              | Super Star                               | Catherine Maunoury (9)                   | Sirius SR 230                            | Patrick Paris                            | CAP 230                                  |
| 13              | 1986  | South Cerney, Royaume-Uni         | Petr Jirmus                              | Z-50 LS                                  |                                          |                                          |                                          |                                          |
| 12              | 1984  | Békéscsaba, Hongrie               | Petr Jirmus                              | Z-50 LS                                  |                                          |                                          |                                          |                                          |
| 11              | 1982  | Spitzerberg, Autriche             | Victor Smolin                            | Yak 50                                   |                                          |                                          |                                          |                                          |
| 10              | 1980  | Oshkosh, États-Unis               | Leo Loudenslager                         | Laser Z-200                              |                                          |                                          |                                          |                                          |
| 9               | 1978  | České Budějovice, Tchécoslovaquie | Ivan Tuček                               | Z-50 L                                   |                                          |                                          |                                          |                                          |
| 8               | 1976  | Kiev, URSS                        | Victor Letsko                            | Yak 50                                   |                                          |                                          |                                          |                                          |
| -               | 1974  | Compétition annulée               | -                                        | -                                        | -                                        | -                                        | -                                        | -                                        |
| 7               | 1972  | Salon de Provence, France         | Charlie Hillard                          | Pitts S-1S 200                           |                                          |                                          |                                          |                                          |
| 6               | 1970  | Hullavington, Royaume-Uni         | Igor Egorov                              | Yak-18PM                                 |                                          |                                          |                                          |                                          |
| 5               | 1968  | Magdebourg, Allemagne de l'Est    | Erwin Bläske                             | Zlín Z-526A                              |                                          |                                          |                                          |                                          |
| 4               | 1966  | Moscou, URSS                      | Vladimir Martemianov                     | Yak-18PM                                 |                                          |                                          |                                          |                                          |
| 3               | 1964  | Bilbao, Espagne                   | Tomás Castaño                            | Zlín Z-326TM                             |                                          |                                          |                                          |                                          |
| 2               | 1962  | Budapest, Hongrie                 | Josef Tóth                               | Zlín Z-226T                              |                                          |                                          |                                          |                                          |
| 1               | 1960  | Bratislava, Tchécoslovaquie       | Ladislav Bezák                           | Zlín Z-226A                              |                                          |                                          |                                          |                                          |

## Compétition par équipe
| Édition FAI WAC | Année | Lieu                              | Équipe gagnante                                         | Pays               |
| --------------- | ----- | --------------------------------- | ------------------------------------------------------- | ------------------ |
| 32              | 2024  | Mokre, Pologne                    | Florent Oddon, Louis Vanel, Victor Lalloue              | France             |
| 31              | 2022  | Leszno, Pologne                   | Florent Oddon, Alexandre Orlowski, Louis Vanel          | France             |
| 30              | 2019  | Châteauroux, France               | Louis Vanel, Alexandre Orlowski, Florent Oddon          | France             |
| 29              | 2017  | Malelane, Afrique du Sud          | Francois Rallet, Olivier Masurel, Alexandre Orlowski    | France             |
| 28              | 2015  | Châteauroux, France               | Alexandre Orlowski, Francois Rallet, Aude Lemordant     | France             |
| 27              | 2013  | Texas, États-Unis                 | François Le Vot, Olivier Masurel, Francois Rallet       | France             |
| 26              | 2011  | Foligno, Italie                   | Mikhail Mamistov, Oleg Shpolyanskiy, Svetlana Kapanina  | Russie             |
| 25              | 2009  | Silverstone, Royaume-Uni          | Renaud Ecalle, François Le Vot, Pierre Varloteaux       | France             |
| 24              | 2007  | Burgos, Espagne                   | Renaud Ecalle, Olivier Masurel, Matthieu Roulet         | France             |
| 23              | 2005  | Burgos, Espagne                   | Sergey Rakhmanin, Oleg Shpolyanskiy, Svetlana Kapanina  | Russie             |
| 22              | 2003  | Lakeland, Floride, États-Unis     | Sergey Rakhmanin, Svetlana Kapanina, Alexandre Krotov   | Russie             |
| 21              | 2001  | Burgos, Espagne                   | Mikhail Mamistov, Oleg Shpolyanskiy, Svetlana Kapanina  | Russie             |
| 20              | 2000  | Muret, France                     | Eric Vazeille, Eddy Dussau, Catherine Maunoury          | France             |
| 19              | 1998  | Trencín, Slovaquie                | Nicolai Timofeev, Svetlana Kapanina, Victor Chmal       | Russie             |
| 18              | 1996  | Oklahoma City, États-Unis         | Viktor Chmal, Nicolai Timofeev, Svetlana Kapanina       | Russie             |
| 17              | 1994  | Debrecin, Hongrie                 | Xavier De Lapparent, Patrick Paris, Dominique Roland    | France             |
| 16              | 1992  | Le Havre, France                  | Concours pas terminé à cause du temps                   | -                  |
| 15              | 1990  | Yverdon, Suisse                   | Claude Bessière, Patrick Paris, Jean-Paul Mondiere      | France             |
| 14              | 1988  | Red Deer, Canada                  | Henry Haigh, Kermit A. Weeks, Clint McHenry             | États-Unis         |
| 13              | 1986  | South Cerney, Royaume-Uni         | Victor Smolin, Nikolai Nikitiuk, Sergei Boriak          | URSS               |
| 12              | 1984  | Békéscsaba, Hongrie               | Kermit Weeks, Henry Haigh, Alan Bush                    | États-Unis         |
| 11              | 1982  | Spitzerberg, Autriche             | Viktor Smolin, Nikolai Nikitiuk, Yurgis Kairis          | URSS               |
| 10              | 1980  | Oshkosh, États-Unis               | Leo Loudenslager, Henry Haigh, Kermit A. Weeks          | États-Unis         |
| 9               | 1978  | České Budějovice, Tchécoslovaquie | Ivan Tuček, Jirí Pospíšil, Daniel Polonec               | Tchécoslovaquie    |
| 8               | 1976  | Kiev, URSS                        | Leo Loudenslager, Henry Haigh, Kermit Weeks             | États-Unis         |
| 7               | 1972  | Salon de Provence, France         | Charles Hillard, Gene Soucy, Tom Poberezny              | États-Unis         |
| 6               | 1970  | Hullavington, Royaume-Uni         | Svetlana Savitskaya, Zinaida Lizunova, Lidia Leonova    | URSS               |
| 5               | 1968  | Magdebourg, Allemagne de l'Est    | Erwin Bläske, Monika Schösser (Fleck), Peter Kahle      | Allemagne de l'Est |
| 4               | 1966  | Moscou, URSS                      | Vladimir Piskunov, Vadim Ovsyankin, Vitold Pochernin    | URSS               |
| 3               | 1964  | Bilbao, Espagne                   | Ladislav Bezák, Ladislav Trebatický, Frantisek Skácelík | Tchécoslovaquie    |
| 2               | 1962  | Budapest, Hongrie                 | József Tóth, Sándor Katona, Péter Fejes                 | Hongrie            |
| 1               | 1960  | Bratislava, Tchécoslovaquie       | Ladislav Bezák, Jirí Bláha, Frantisek Skácelík          | Tchécoslovaquie    |